# Marco Caballero
Marco Caballero (1 de enero de 1992), es un futbolista peruano. Juega de volante y actualmente juega en el Deportivo Garcilaso., equipo de la liga distrital de Cusco.

## Trayectoria
Debutó en primera división el 2 de agosto de 2009, en la goleada de Cienciano sobre Juan Aurich.

## Clubes
| Club                | País | Año       |
| ------------------- | ---- | --------- |
| Cienciano           | Perú | 2009-2012 |
| Deportivo Garcilaso | Perú | 2014      |
| Unión Alto Huarca   | Perú | 2014      |
| Deportivo Garcilaso | Perú | 2015      |
| Juventus Mollepata  | Perú | 2016      |
| Deportivo Garcilaso | Perú | 2017-2019 |
| Inkas               | Perú | 2022      |
| Deportivo Garcilaso | Perú | 2022-     |